# 삼일로 (양산시)
삼일로(Samil-ro)은 경상남도 양산시 중부동 중심부를 연결하는 도로이다.

## 노선 경로
- 삼거리 명칭 미상 - 충렬로, 황산로
- 11번 교차로 - 양산대로 (국도 제35호선)
- 삼거리 명칭 미상 - 중앙우회로

## 주요 건물 및 시설
- 올리브영 양산남부시장점 (삼일로 82/중부동 404-1)
- 롯데리아 양산점 (삼일로 91/북부동 448-30)
- Tworid 다인대리점 본점 (삼일로 101/북부동 422-26)
- 경남은행 양산금융센터 (삼일로 102/중부동 325)

## 같이 보기
- 3·1 운동